# تأديب إيجابي

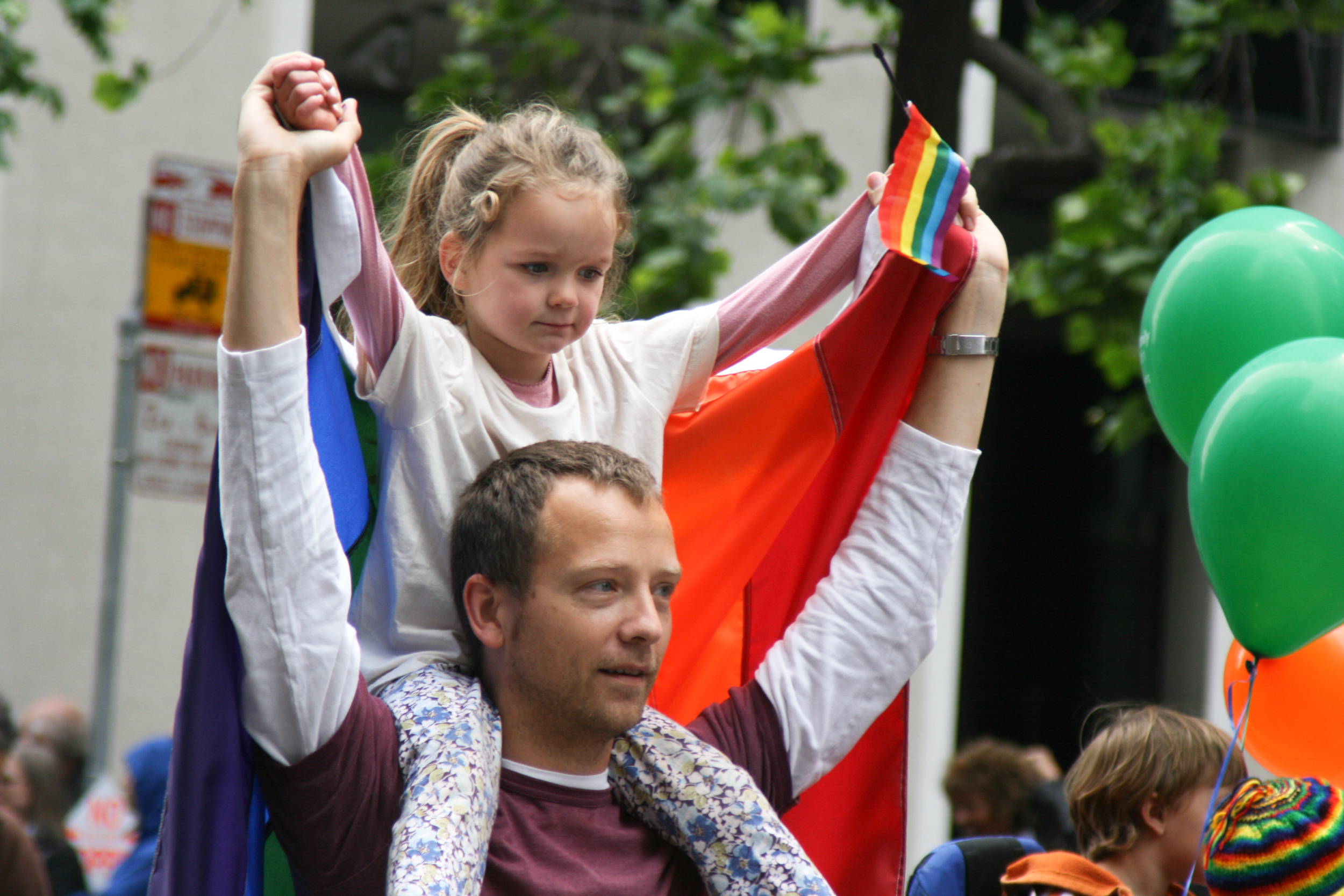
آباء وأطفال

التأديب الإيجابي هو نموذج تأديب يُستخدَم في المدارس ومن قبل الآباء والأمهات ويركز على نقاط السلوك الإيجابية. ويقوم على فكرة أنه لا يوجد أطفال سيئون، بل هناك فقط سلوكيات جيدة وسلوكيات سيئة. يمكن تدريس السلوك الجيد وتعزيزه أثناء فطام السلوكيات السيئة دون أذية الطفل لفظيًا أو جسديًا. الأشخاص الذين ينخرطون في التأديب الإيجابي لا يتجاهلون المشاكل، فهم بدلاً من ذلك، يشاركون بشكل فعال في مساعدة الطفل على تعلم كيفية التعامل مع المواقف بصورة أكثر ملاءمة، أثناء الحفاظ على الهدوء والود والاحترام للأطفال أنفسهم. يتضمن التأديب الإيجابي عددًا من التقنيات المختلفة التي يمكن أن تؤدي إلى طريقة أكثر فعالية للآباء والأمهات لإدارة سلوك أطفالهم، أو للمعلمين لإدارة مجموعات من الطلاب.
دعم السلوك الإيجابي هو نموذج مُنظَم مفتوح العضوية يتبعه العديد من الآباء والمدارس. وهو يشجع على اتخاذ القرارات الإيجابية، وتعليم التوقعات للأطفال في سن مبكر، وتشجيع السلوكيات الإيجابية.
يتناقض التأديب الإيجابي مع التأديب السلبي. قد يتضمن التأديب السلبي ردود فعل غاضبة أو مدمرة أو عنيفة استجابةً للسلوك غير اللائق. في المصطلحات المستخدمة في أبحاث علم النفس، يستخدم التأديب الإيجابي مجموعة كاملة من خيارات التعزيز والعقاب:
- التعزيز الإيجابي، مثل تقديم مديح عند القيام بجهد جيد؛
- التعزيز السلبي، مثل إزالة المحفزات غير المرغوب فيها أو غير المفضلة؛
- العقاب الإيجابي، مثل مطالبة الطفل بتنظيف الفوضى التي تسبّب بها؛
- العقاب السلبي، مثل سحب امتياز ما ردًا على السلوك السيئ.

ولكن، وعلى عكس التأديب السلبي، فإن التأديب الإيجابي يقوم بكل هذه الأمور بطريقة مشجعة وحازمة. يركز التأديب الإيجابي على وضع حدود عقلانية وتوجيه الأطفال لتحمل مسؤولية البقاء ضمن هذه الحدود، أو تعلّم كيفية علاج الموقف عندما لا يبقون ضمنها.

## التاريخ
يعتمد نموذج التأديب الإيجابي في الأبوّة وإدارة الصف المدرسي على أعمال «ألفريد أدلر» و«رودولف دريكورس». قدم د.أدلر للمرة الأولى فكرة تثقيف الوالدين إلى جماهير الولايات المتحدة في العشرينيات من القرن الماضي. وقد دافع عن معاملة الأطفال باحترام، ولكنه جادل أيضًا بأن إفساد الأطفال وتدليلهم ليس مشجعًا لهم ويؤدي إلى مشاكل اجتماعية وسلوكية. عُرضَت تقنيات الصف المدرسي بالبداية في فيينا في أوائل العشرينيات من القرن الماضي، ثم جاءت إلى الولايات المتحدة عن طريق الدكتور دريكورس في أواخر ثلاثينيات القرن العشرين. ويصف أدلر ودريكورس النهج اللطيف والحازم في التعليم والأبوّة على أنه «ديمقراطي».
تابع العديد من المؤلفين الآخرين أعمال الأبوة والصفوف الدراسية لألفريد أدلر. كتبت جين نيلسن ونشرت كتاب «التأديب الإيجابي» في عام1981. في عام 1987، نُشر التأديب الإيجابي من قبل شركة بالانتاين للنشر، وهي الآن شركة فرعية تابعة لراندوم هاوس. ونشرت بالانتاين الإصدار الأخير للكتاب في عام 2006، والذي تضمن 4 من 5 معايير للتأديب الإيجابي المدرجة أدناه. أضافت نيلسن بعد ذلك المعيار الخامس. شاركت نيلسن أيضًا في تأليف سلسلة من كتب التأديب الإيجابي مع لين لوت: «التأديب الإيجابي للمراهقين»، و«التأديب الإيجابي من الألف إلى الياء»، و«التأديب الإيجابي في الفصل الدراسي» (بالمشاركة مع إتش. ستيفين غلين). شارك في تأليف «التأديب الإيجابي في السنوات الثلاث الأولى» و«التأديب الإيجابي لمرحلة ما قبل المدرسة» كل من جين نيلسن، وشيريل إروين، وروزلين دوفي. كذلك تشاركت شيريل إروين وجين نيلسن في تأليف «التأديب الإيجابي للآباء العازبين» و«التأديب الإيجابي للعائلات المختلطة».
أصبح مصطلح التأديب الإيجابي شائعًا جدًا. إذ تدّعي العديد من كتب وبرامج الأبوّة  أنها مبنية على التأديب الإيجابي، بينما هي تعتمد في الحقيقة على فلسفة السلوكية، والتي تختلف اختلافًا كبيرًا عن التأديب الإيجابي الأصلي المبني على أفكار أدلر: فالسلوكية تعزز مركز سيطرة «خارجي»، في حين يعزز التأديب الإيجابي مركز سيطرة «داخلي»، كما هو موضح في المعايير الخمسة للتأديب الإيجابي.

## أساليب التربية
تصف نيلسن أربعة أساليب تربية أساسية، مُعدَّلة من أساليب تربية ديانا بومريند.
التربية قصيرة الأمد
التربية طويلة الأمد
- سيطرة/عقاب/مكافأة
- سماح/حماية زائدة/إنقاذ
- تجاهل/التخلي عن دور الأهل
- لطيف وحازم

يُستخدَم التأديب الإيجابي لتعليم أسلوب التربية طويل الأمد (أسلوب التربية المعتمد على اللطف والحزم).

## المعايير الخمسة
هناك 5 معايير للتأديب الإيجابي الفعال:
1. يساعد الأطفال على الشعور بالاتصال. (الانتماء والأهمية)
2. محترم ومشجّع في آن معًا. (لطيف وحازم في الوقت نفسه)
3. فعال على المدى الطويل. (يضع في عين الاعتبار ما يفكر فيه الأطفال، ويشعرون به، وماذا يتعلمون، وكيف يتخذون قرارًا بشأن أنفسهم وعالمهم وماذا يفعلون في المستقبل للبقاء على قيد الحياة أو للنمو.)
4. يعلم المهارات الاجتماعية والحياتية المهمة. (الاحترام، الاهتمام بالآخرين، حل المشاكل، التعاون، وكذلك المهارات اللازمة للمساهمة في المنزل أو المدرسة أو المجتمع الأكبر).
5. يدعو الأطفال إلى اكتشاف مدى قدراتهم. (يشجع الاستخدام البنّاء للقوة الشخصية والاستقلال الذاتي.)[4]

يختلف التأديب الإيجابي عن دعم السلوك الإيجابي، وهو شكل من أشكال تأديب الأطفال الذي غالبًا ما تستخدمه المدارس والوكالات المجتمعية لتعزيز السلوك الناجح، إذ يتضمن دعم السلوك الإيجابي بعض العناصر السلوكية مثل التعزيز الإيجابي. يركز دعم السلوك الإيجابي على «قياس» السلوكيات، والسلوكيات البديلة، والحد من التدخل في الأزمات، وتعليم استراتيجيات ضبط النفس.

## التقنيات الرئيسية

### وضع القواعد
في كتابها بعنوان التأديب الإيجابي، والذي يعد المصدر الرئيسي لهذا النوع من إدارة السلوك، لا تؤكد جين نيلسن على أهمية وضع قواعد واضحة فحسب، بل وجعل تلك القواعد عادلة. بالإضافة إلى الطفل، يجب أن يتبع الوالد أو المعلم أيضًا كل قاعدة (بقدر الإمكان). مثال على ذلك هو إنشاء «صندوق الثقب الأسود» الذي تُحتجَز فيه كل الأشياء التي تُترَك خارج مكانها في المنزل لمدة أسبوع واحد، وهذا ينطبق على أغراض الأطفال وكذلك على أغراض الوالدين. علاوة على ذلك، يجب أن يبتكر الأطفال القواعد مع بعض التوجيه من شخصيات السلطة، ويُتفَق على تلك القواعد في اجتماع عائلي يتمتع فيه كل فرد بنفس القوة والمساهمة. وهذا يجعل الأطفال مسؤولين عن اتباع القواعد التي أنشؤوها هم أنفسهم. وعندما تكون العواقب ضرورية، يجب أن تُطبَق بطريقة لطيفة ولكن حازمة، مع الحفاظ على الثقة والاحترام المتبادل بين الطفل والبالغ.

### تشجيع الدافع الجوهري
تُقترَح فكرة التخلص من كل من التعزيز الإيجابي والسلبي قدر الإمكان كوسيلة لتشجيع الدافع الجوهري أو الذاتي. الدافع الجوهري هو الدافع المستمد من المصادر الداخلية، بدافع من الأخلاق أو رغبة المرء في الشعور بالرضا عن نفسه. وهو يتناقض مع الدافع الخارجي، الذي ينبع فيه الدافع من الرغبة في تجنب العقوبة أو الحصول على مكافأة. وهذا ما يسعى التأديب الإيجابي إلى تجنبه، حتى يتعلم الأطفال التصرف بشكل صحيح حتى عندما لا تكون هناك مكافأة أو عقوبة خارجية على السلوك.

### التعرف على الاحتياجات
في نظرية التأديب الإيجابي، يُفترض أنه عندما يسيء الأطفال السلوك، فهم يظهرون أن هناك حاجة داخلهم لا تتم تلبيتها. يتمتع الأطفال بقدرات نمو مختلفة بناءً على أعمارهم (راجع تسلسل ماسلو الهرمي للاحتياجات). في التعامل مع سوء السلوك، يُقتَرح أن التركيز على الاحتياجات غير المُلبّاة بدلاً من السلوك نفسه سيؤدي إلى نتائج أفضل.

### فهم المعنى
توضح نعومي ألدورت، مؤلفة كتاب «تربية أطفالنا، تربية أنفسنا» أنه يمكن للسلوك غير اللائق أن يكون وسيلة للطفل لجذب الانتباه. إنهم لا يسيئون التصرف بدون سبب وجيه، لأنهم يحاولون بذل قصارى جهدهم. بمجرد أن يكون هناك فهم وراء السلوك، يمكن إزالة السبب ولن تظهر أي انفجارات عاطفية أخرى من الطفل مجددًا.